# Rudzka Góra
Rudzka Góra – częściowo sztucznie usypane wzniesienie w Łodzi (230 m n.p.m.), usytuowane w dzielnicy Górna, na osiedlu administracyjnym Ruda Pabianicka przy ul. Starorudzkiej. Naturalny fragment Rudzkiej Góry to pozostałość polodowcowa. Na terenie wzniesienia o ciekawym ukształtowaniu, znajduje się kompleks rekreacyjny o obszarze około 11 ha, na którym istnieje możliwość uprawiania różnego rodzaju sportów czy rekreacji (m.in. cross-country, downhill, saneczkarstwo, a w sezonie zimowym skoki narciarskie).
W 2002 roku u podnóża Rudzkiej Góry oddano do użytku bacówkę, wybudowaną z drewna przywiezionego z bieszczadzkich lasów.

## Skocznia narciarska
Pierwsza skocznia narciarska powstała na Rudzkiej Górze w 1934 roku, dzięki pracy harcerzy z rudzkiego hufca. W czasie okupacji była wykorzystywana przez Niemców. Po wojnie, w latach 60., powstały plany utworzenia na Rudzkiej Górze prawdziwego zagłębia sportowego i rekreacyjnego. Wybudowano skocznię o punkcie K-15. Planowano położyć również igelit, wybudować trybuny dla kibiców i wieżę sędziowską. Skocznia była zgodna ze standardami Międzynarodowej Organizacji Narciarskiej (FIS). Posiadała licencję Polskiego Związku Narciarskiego na organizację zawodów do 1975. W latach 80. popadła w ruinę.
Skocznia została zaprojektowana w 1965 roku przez łodzianina Edmunda Borońskiego. W celu wyprofilowania zeskoku, przywieziono z łódzkich budów ponad 250 tys. ton gruzu. Budowa została ukończona w 1969 roku. Skocznię odebrano 12 grudnia 1969. Kosztowała 40 mln zł, ale ponad połowę prac wykonano w czynie społecznym.
Po wieloletnim upadku skocznia została wyremontowana w 2009 przez łódzkich nastoletnich pasjonatów skoków narciarskich. Wybudowany został drewniany punkt sędziowski, odbudowano rozbieg posadawiając dwie belki startowe, wybudowano widownię z drewnianymi ławkami na 45 osób. Obiekt oznaczono napisami namalowanymi na drewnianych tablicach. Na progu i długości zeskoku zatknięto tyczki z foliowymi taśmami (chorągiewki). Po remoncie skocznia miała rozbieg o długości 25 m, wybicie na wysokości 70 cm i punkt konstrukcyjny 15 m. (HS 20). Powstała również skocznia 5-metrowa (HS 7), o nazwie Jabłonka, dla osób które dopiero zaczynają swoją przygodę z nartami.
13 lutego 2010 rozegrano na Rudzkiej Górze I Mistrzostwa Centralnej Polski w skokach narciarskich. W zawodach wzięło udział 18 skoczków. Na skoczni K-15 przeprowadzono dwie konkurencje. W kategorii narty zjazdowe zwyciężył Bartłomiej Marczak ze Zgierza, natomiast w kategorii narty skokowe zwyciężył Mariusz Rajda z Andrychowa, ustanawiając rekord skoczni – 16 m. Na skoczni K-5 triumfował Jan Ruciński z Łowicza, ustanawiając rekord skoczni – 7 m.
27 stycznia 2013 przeprowadzono II Mistrzostwa Centralnej Polski w skokach narciarskich. Na starcie stanęło 19 zawodników z całego województwa łódzkiego oraz Warszawy. Na skoczni K-15 przeprowadzono dwie konkurencje. W kategorii narty zjazdowe zwyciężyli ex-aequo Bartosz Post oraz Rafał Lichman, natomiast w kategorii narty skokowe zwyciężył Dawid Jurga, ustanawiając nowy rekord skoczni – 16,5 m. Na obiekcie K-5 zwyciężył Bartosz Post, ustanawiając nowy rekord skoczni – 7,5 m.
Na początku 2013 doszło do porozumienia z łódzkim TKKF Ognisko „Dzikusy”, w którym utworzono sekcję skoków narciarskich – Łódź Ski Team.
W styczniu roku 2020 został (tymczasowo) założony igielit i tory najazdowe z kompleksu skoczni w Zakopanem.

## Tor saneczkowy

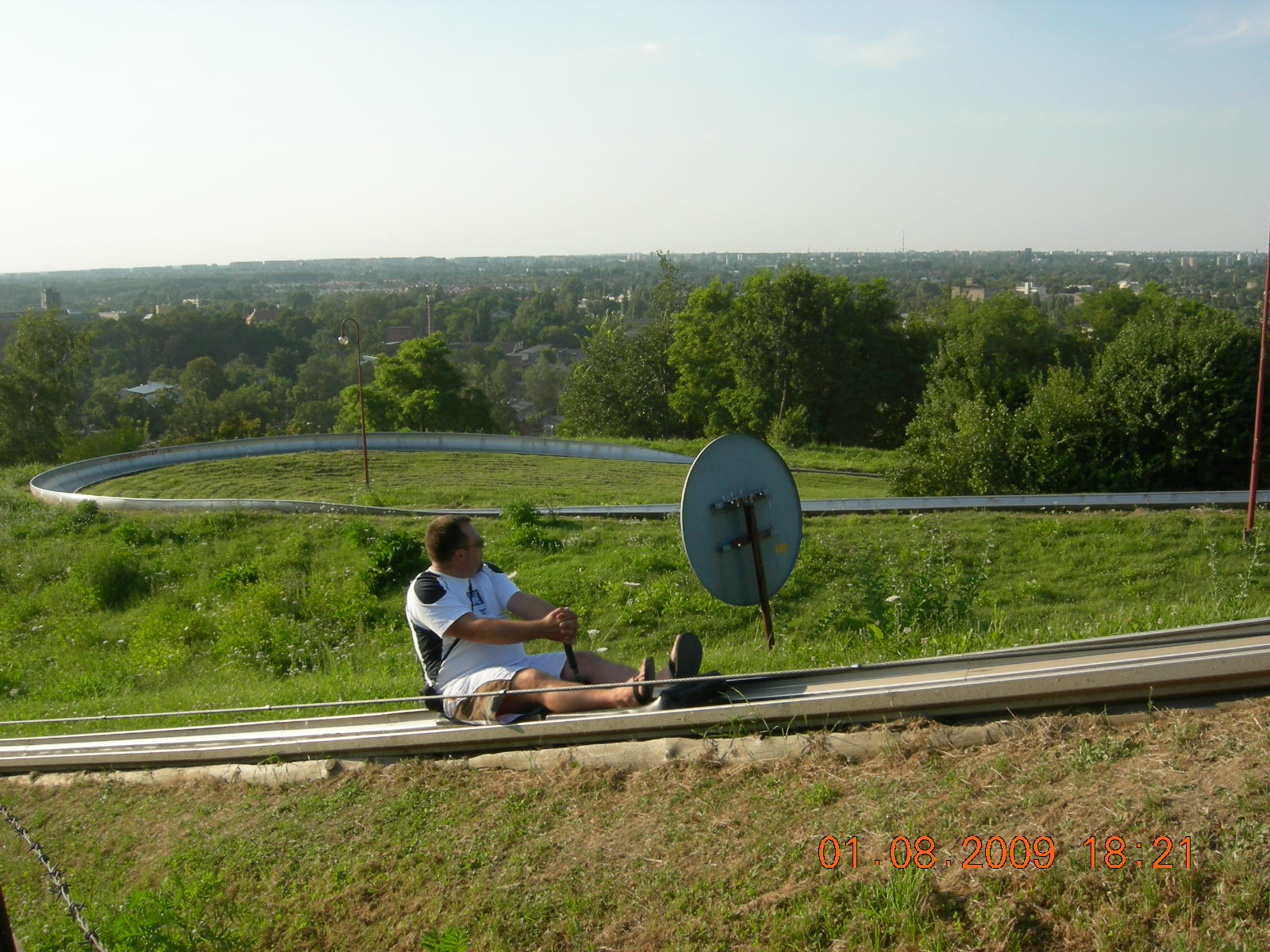
Tor saneczkowy

Na początku XXI wieku wybudowano na Rudzkiej Górze całoroczny tor saneczkowy. Tor oparty jest na grawitacyjnym systemie zjazdu, ma długość 580 m (długość trasy wyjazdowej 160 m). Czas podjazdu na szczyt wzniesienia wynosi 1 min. 30 s., a zjazdu 1 min. 20 s. W niektórych miejscach sanki osiągać mogą prędkość do 50 km/godz. Warunkiem korzystania z obiektu jest brak opadów oraz zalodzenia ślizgu toru.

## Trasy rowerowe
Na Rudzkiej Górze znajdują się trasy rowerowe, na których uprawiać można m.in. cross-country czy downhill. Ścieżka do zjazdu jest stosunkowo krótka, ale wąska, pozwalająca zawodnikom trenować technikę. Trasa cross-country liczy ok. 2 km i pozwala na zdobycie wierzchołka wzniesienia.
Po raz pierwszy zawody w kolarstwie górskim przeprowadzono w tym miejscu w 1991 roku. Przyjechali na nie zawodnicy z całej Polski. To były pierwsze takie wyścigi w Polsce środkowej. Wcześniej odbywały się jedynie w obszarach górskich.

## Zawody motocyklowe enduro

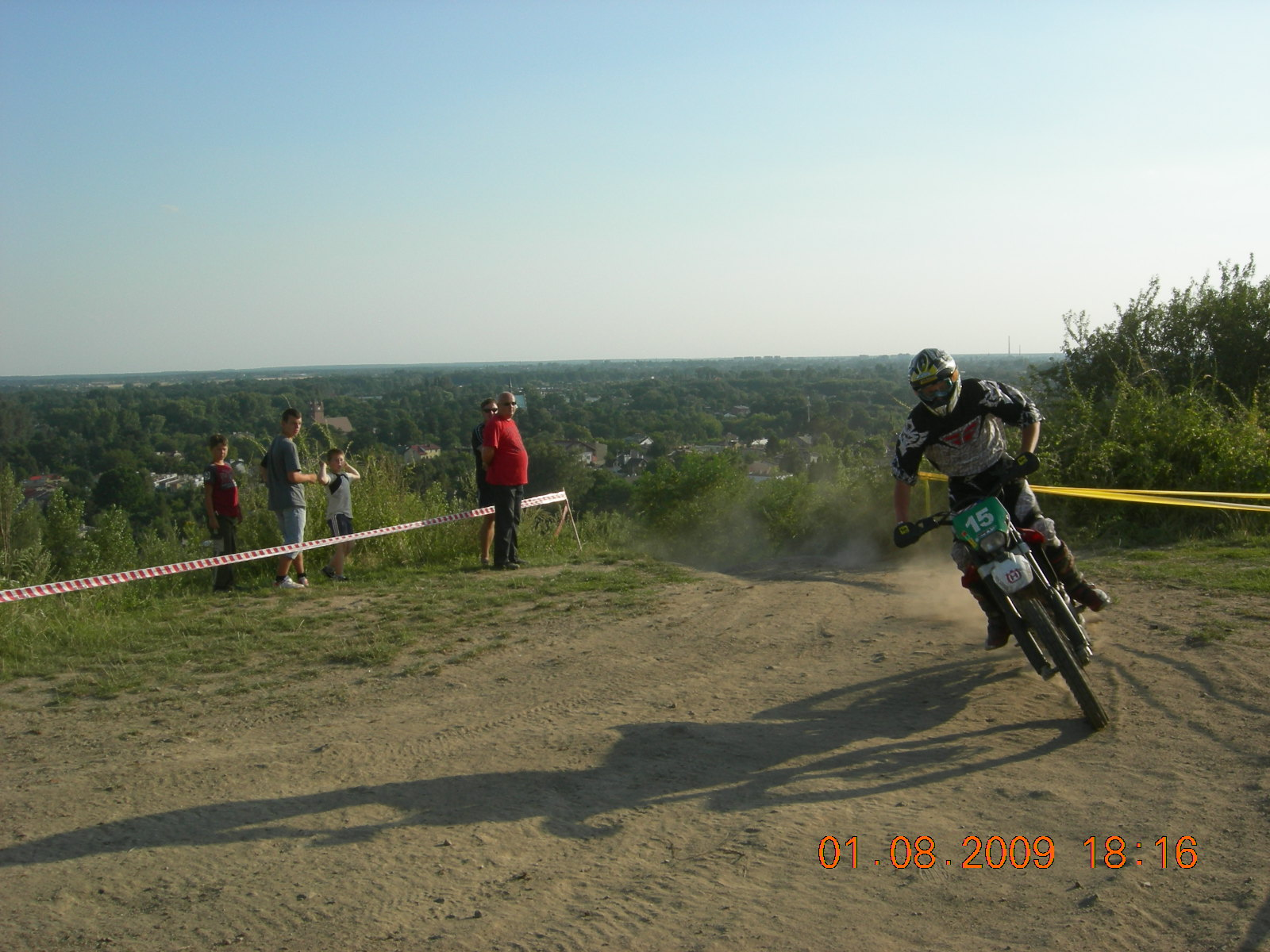
Zawody enduro

W dniach 1–2 sierpnia 2009 przeprowadzono na Rudzkiej Górze wyścigi w rajdach motocyklowych enduro. Była to VII i VIII runda Mistrzostw Polski i Pucharu Polski. Wyścigi poprowadzone były na trasie z Rudzkiej Góry, wzdłuż rzeki Olechówki, do Piątkowska koło Pabianic i z powrotem na Rudzką Górę. Zawodnicy pokonywali 2 lub 3 pętle o długości ok. 60 km.
Wystartowało łącznie ponad 150 zawodników, wśród nich m.in. uczestnicy Rajdu Dakar – Krzysztof Jarmuż i Wojciech Rencz. W obydwu dniach rajdu triumfował – jadący motocyklem Yamaha YZ250F – Michał Szuster, zarówno w klasie E1, jak i klasyfikacji generalnej poszczególnych rund.
Organizatorem zawodów było stowarzyszenie Enduro Team Centrum.

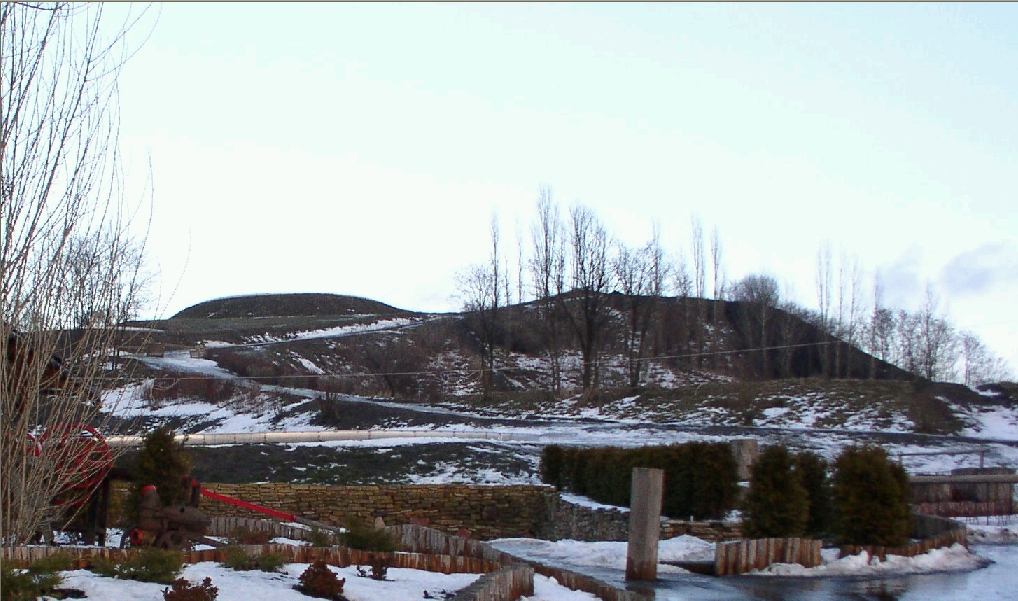
Rudzka Góra
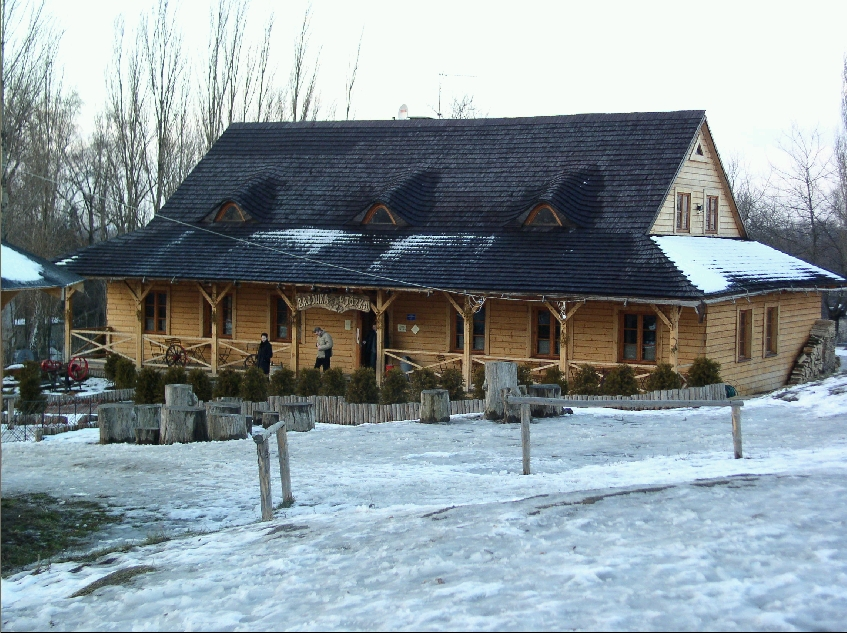
Bacówka